# 근덕중학교
근덕중학교(近德中學校)는 대한민국 강원특별자치도 삼척시 근덕면 교가리에 있는 공립 중학교이다.

## 학교 연혁
- 1951년 9월 1일 : 근덕중학교 6학급 설립인가
- 1951년 10월 17일 : 근덕중학교 개교
- 2006년 3월 1일 : 근덕중학교 6학급 설립인가(특수학급 설립인가)
- 2018년 3월 1일 : 근덕중학교 단설 인가
- 2024년 3월 1일 : 제30대 한연희 교장 취임
- 2025년 1월 3일 : 제73회 졸업식 거행(졸업생 6명)
- 2025년 3월 4일 : 2025학년도 입학식(입학생 5명)

## 참고 자료
- 근덕중학교 - 한국교육학술정보원 학교알리미